# Wiktor Södersten
Axel Wiktor Södersten, född 19 december 1883 i Söderbärke församling i Kopparbergs län, död 25 juli 1963 i Grängesbergs församling i Kopparbergs län, var en svensk gruvarbetare, fackföreningsman och politiker.
Som gruvarbetare vid Grängesbergs gruva var Wiktor Södersten fackligt aktiv och var ordförande i Svenska Gruvindustriarbetareförbundets avdelning 1 under den stora strejken 1928. Han var engagerad i Socialdemokraterna och blev 1933 ledamot av landstinget i Kopparbergs län. Wiktor Södersten var också ordförande i kyrkofullmäktige i Grangärde.
Södersten var uppvuxen i Vesterbyhytta, Söderbärke, och blev tidigt faderlös. Han gifte sig 1905 med Anna Blomquist (1884–1970) och blev far till bland andra nationalekonomen Bo Södersten. Bland barnbarnen märks Lars Ramqvist och Anders Milton. Wiktor Södersten är begravd på Grängesbergs kyrkogård.